# France Five
Ne doit pas être confondu avec France 5.
France Five (銃士戦隊フランスファイブ, Jushi Sentai Furansu Faibu, puis 新剣銃士フランスファイブ (Shin Kenjūshi Furansu Faibu)) est une série télévisée amateur française en six épisodes débutée en 1999 et réalisée par Alexandre Pilot.
Il s'agit d'un hommage, sous forme de pastiche, aux séries Super sentai basé sur la culture générale française. Ce projet amateur a tout d'abord été projeté lors de conventions liées au monde du manga et de l'animation ainsi que sur le site officiel avant d'être diffusé sur les chaînes de télévision Game One et Nolife.

## Historique du projet
La série a été librement diffusée sur Internet dès sa création à travers le site officiel, ainsi qu'à la télévision, tout d'abord sur la chaîne Game One au début des années 2000. Puis depuis 2010, elle est diffusée sur la chaîne Nolife au rythme d'un épisode par mois (sans compter les rediffusions). Les épisodes sont d'ailleurs disponible en accès libre sur le service de VOD de la chaîne. Alors que les premiers épisodes formaient des histoires indépendantes, le quatrième se finissait par un cliffhanger, et les auteurs annonçaient leur intention de donner une véritable fin à la série. Mais leur travail pour la chaîne Nolife ralentit la production de cet épisode.
Après huit ans d'attente, Alex Pilot annonça le 24 septembre 2011 sur le forum de Nolife que le 5e et dernier épisode de la série serait diffusé sur Nolife le 5 mai 2012, mais cette date a ensuite du être décalée au 3 juin 2012 à cause d'un problème de dernière minute.
Une projection en avant-première s'est cependant tenue le 5 mai 2012 à Paris avant la diffusion télé et internet, au cinéma Max Linder. Finalement, en même temps que le 5e était présenté, le public apprenait que le supposé épisode final avait été découpé en deux parties, et donc qu'il y en aurait un 6e.
Enfin, le vendredi 12 avril 2013 s'est tenue une nouvelle avant-première, également au cinéma Max Linder, pour la projection de l'épisode final, en présence de l'équipe.

## Diffusion
France Five est un projet à but non lucratif. Ainsi, les épisodes ont tous été mis en ligne gratuitement sur internet et leur diffusion est encouragée. Le générique de fin indique à ce sujet la mention Copies à but non-commercial autorisées (épisode 1) ou Copies et diffusions autorisées (à partir de l'épisode 3).
Les VHS et les DVD vendus lors de convention ont été vendus au prix de revient. Le cinquième épisode a été projeté en avant-première avec entrée payante à un coût modique afin de rembourser la location de la salle et le DVD collector tiré à 600 exemplaires distribué à chaque spectateur.

## Synopsis
Alors qu'il a déjà étendu sa domination sur tout l'univers, l'empire Lexos, gouverné par le malfaisant Glou Man Chou, ambitionne d'envahir la Terre. Mais cet abominable projet est contré par la tour Eiffel, « puissant totem d'exorcisme, créé par le visionnaire Gustave Eiffel, destiné à protéger la Terre des invasions extra-terrestres ». Ce totem interdit à l'empire Lexos d'envoyer plus d'un monstre à la fois sur Terre. Ainsi, chaque fois qu'un monstre est envoyé sur Terre, il est arrêté par cinq héros courageux, les France Five.
Ces derniers seront ensuite rejoints par un énigmatique combattant répondant au nom de « Silver Mousquetaire ».
Les France Five peuvent également compter sur le soutien du Professeur Aristide Burgonde ainsi que Margarine, son assistante robotique.

## Personnages

### France Five
| Acteur                                                     | Personnage         | France Five      | Motif     |
| ---------------------------------------------------------- | ------------------ | ---------------- | --------- |
| Sébastien Ruchet                                           | Antoine Deschaumes | Red Fromage      | Fromage   |
| Grégory Goldberg                                           | Thierry Durand     | Black Beaujolais | Bouteille |
| Daniel Andreyev                                            | Albert Dumas       | Blue Accordéon   | Accordéon |
| Thomas Blumberg                                            | Jean Pétri         | Yellow Baguette  | Croissant |
| Wendy Roeltgen (épisodes 1-3) Nolwenn Daste (épisodes 4-6) | Catherine Fontaine | Pink à la Mode   | Tee-shirt |

### Alliés
- Pr Aristide Burgonde : Créateur des France Five. Il est ethnologue, vétérinaire et diplômé en robotologie. Il a secrètement développé le projet de défense France Five en collaboration avec le Ministère de la Défense.
- Margarine : Robot assistante du Pr Burgonde. Elle est détruite dans l'épisode 6 par un morceau de l'épée brisée d'Antoine lancé par Zakaral.
- Aramis Léclair / Silver Mousquetaire : Le mystérieux guerrier dans la tradition des "sixièmes guerriers" de la franchise Super sentai. Aramis est aussi un vieil ami d'Antoine. Il est mort en protégeant Antoine d'un tir laser à la fin de l'épisode 4.
- Sylvie Dumas  : guide touristique, sœur de Blue Accordéon (épisode 1 et 5).

- Le professeur Burgonde connaît nombre de dictons populaires mais est incapable d'en formuler un seul correctement, ce qui confère un ton comique à l'ensemble :
  - Premier épisode :
    - « Il n'y a pas de fumée qui blesse. »
    - « Pierre qui roule est mère de sûreté. »
    - « Méfiez-vous de l'eau qui fait déborder le vase. »
    - « Les voyages forment l'avarice. »
    - « Ventre affamé mérite salaire. »

  - Deuxième épisode :
    - « La nuit porte bonheur. »
    - « Ce n'est pas à un vieux moine qu'on apprend à faire la grimace. »
    - « Vieux motard que jamais. »

  - Troisième épisode :
    - « À corbeau vaillant, rien d'impossible. »

  - Cinquième épisode :
    - « Tant qu'il y a de la vie, l'espoir fait vivre. »

  - Sixième épisode :
    - « Tel est pris qui rira le dernier. »

### Empire Lexos
- Glou Man Chou : Après avoir détruit de nombreuses planètes, le chef des Lexos vise la Terre et envoie ses sbires détruire la Tour Eiffel et désactiver la barrière de protection de la Terre pour une invasion complète.
- Warduke (épisodes 1-4) : Premier lieutenant de Glou Man Chou. Il possède une force colossale et une soif insatiable de bataille.
- Extasy (épisodes 1-4) : L'un des lieutenants de Glou Man Chou, qui prend plaisir à faire souffrir ses victimes. La véritable identité d'Extasy est Sophie Burgonde, la fiancée d'Antoine qui a été kidnappée par Warduke avant le premier épisode.
- Cancrelax (épisodes 1-6) : Lâche serviteur de Glou Man Chou, qui fait souvent preuve de flagornerie envers l'Empereur et blâme Extasy et Warduke à chaque défaite contre les France Five. Chaque fois qu'un Streum est vaincu par les France Five, il lance un sort pour le faire revivre et le faire grandir à une taille géante. Dans l'épisode 5, il se fait évoluer lui-même en Grand Crelax.
- Zakaral (épisodes 4-5-6) : fils de Glou Man Chou et son lieutenant le plus gradé.
- Gorlock (épisodes 5-6) : un des sbires de Zakaral. C’est une brute robuste armée d'un marteau géant.
- Succulard (épisode 5-6) : un des sbires de Zakaral. C’est un chef sanguinaire impatient de peindre son couperet avec le sang de ses victimes.
- Lady Warcry (épisodes 5-6) : un des sbires de Zakaral. La fille de Warduke est déterminée à faire payer la mort de son père aux France Five.
- Agony (épisodes 5-6) : un des sbires de Zakaral. Guerrier androgyne ressemblant à un lézard avec une agilité remarquable.
- Les Panous sont les fantassins de l'empire.
- Les Streums sont les monstres envoyés sur Terre par l'empire :
  - Hypnostreum (Épisode 1)
  - Discostreum (Épisode 2)
  - Toxicostreum (Épisode 3)
  - Snipostreum (Épisode 3½)
  - Pyrostreum (Épisode 4)

## Épisodes

### Épisode 01:L'attaque d'Hypnostreum. Ne perdez pas le guide![5]
- Résumé : Blue Accordéon reçoit la visite surprise de sa sœur Sylvie fraîchement débarquée à Paris pour des raisons professionnelles. Quelle imprudence ! Elle deviendra bien malgré elle un instrument de terreur dans les griffes de l'empire Lexos, bien décidé à faire sauter une bonne fois pour toutes la tour Eiffel et son bouclier terrestre.
- Durée : 25:36
- Dates de diffusion :
  -  30 novembre 1999 (source manquante pour cette date, le livre Nolife Story parle de diffusions à partir de l'année 2000)
  -  21-23 avril 2000 (Cartoonist Toulon)
- Notes : Le premier épisode n'est pas un épisode d'introduction, mais se présente comme un épisode typique de milieu de saison — plus précisément, la première apparition du sixième ranger —  les producteurs supposant que les spectateurs connaissent assez bien le fonctionnement d'un épisode de Sentai pour s'y retrouver.

### Épisode 02:Tous en piste! Discostreum mène le bal
- Résumé : Le terrible empire Lexos, qui n'a pas abandonné ses plans de conquête de la Terre, est toujours dérangé par l'inébranlable tour Eiffel. Mais cet état de fait pourrait être remis en cause par le dernier plan machiavélique d'Extasy, premier lieutenant de l'empire.
- Durée : 29:17
- Dates de diffusion :
  -  10 novembre 2001 (Cartoonist)

### Épisode 03:Tricher n'est pas jouer! Toxicostreum renverse les règles![6]
- Résumé : Rien ne va plus dans le monde sportif de l'Hexagone ! Jamais à cours d'idées maléfiques, les Lexos sèment le trouble parmi les grands noms du sport français. Et comme si cela ne suffisait pas, Thierry Durand, le très discret Black Beaujolais voit brusquement son passé resurgir de manière inattendue…
- Durée : 30:21
- Dates de diffusion :
  -  01 novembre 2002 (Cartoonist Paris)

### Épisode 03½:Mort sur le ring! Dans la ligne de mire de Snipostreum
- Résumé : Alors que Red Fromage se souvient avec nostalgie de ses années de boxeur, la vénéneuse Extasy conçoit un plan diabolique pour se débarrasser du chef des France Five ! Avec l’aide du sournois Snipostreum, elle n’a jamais été aussi près de liquider les défenseurs de la Tour Eiffel ! Nos héros sauront-ils déjouer cette terrible machination ?!
- Durée : 24:07
- Dates de diffusion :
  -  04 juillet 2019 (Japan Expo)
  -  03 janvier 2020 (Youtube)
- Notes : Pour célébrer les 20 ans de la création de France Five sont annoncés le 13 février 2019 une conférence sur la série organisée à Japan Expo 20ème impact (le 4 juillet 2019) ainsi que la sortie d'un épisode spécial s'intercalant entre les épisodes 3 et 4. Cet épisode 3.5 prend la forme d'un livre-disque sous format vinyle édité à 700 exemplaires et dont les illustrations sont réalisées par Maliki et Anaïs Chevillard, l'épisode étant ensuite diffusé gratuitement sur internet.

### Épisode 04:Paris brûle-t-il? La menace s'appelle Zakaral
- Résumé : Las de ses échecs répétés de ses bras droits, Lord Warduck et Extasy, Glou Man Chou fait appel à son guerrier le plus méritant, qui n'est autre que Zakaral, son propre fils ! D'une cruauté sans égal, le terrible rejeton a apporté avec lui les plans les plus fourbes, ainsi que son fidèle compagnon Pyrostreum.
- Durée : 30:21
- Dates de diffusion :
  -  15 décembre 2004
- Notes : La bande-annonce du cinquième épisode n'apparaît pas après le générique de fin du quatrième épisode, car bien qu'annoncé à partir de 2005, il ne sera finalement terminé qu'en 2012. Elle est finalement diffusée lors de l'émission Format Court du 18 mars 2012 sur Nolife.

### Épisode 05:Adieu France Five! Le jour de gloire est arrivé
- Résumé : Silver a été abattu par Zakaral en voulant protéger Red Fromage, la tour Eiffel est détruite, le professeur Burgonde est introuvable et la Terre est envahie par l’Empire Lexos. La situation semble desespérée pour les France Five, obligé de se replier dans un QG de fortune enfoui dans les sous-sols de Paris.
- Durée : 35:21
- Dates de diffusion :
  -  5 mai 2012 (avant-première au Max Linder Panorama)
  -  3 juin 2012 (avant-première au Loft+1 à Tôkyô)
  -  3 juin 2012 (Nolife)

### Épisode 06:Cette fois, c’est la fin! Antoine face à son destin[7]
- Résumé : La Terre est désormais sous le joug de Glou Man Chou et le Professeur est sur le point de se faire exécuter, ce qui force les France Five à sortir de leur cachette. Aidé de leur nouvelle combinaison, les France Five vont affronter les sbires de Zakaral.
- Durée : 41:28
- Dates de diffusion :
  -  17 mars 2013 (avant-première au Loft+1 à Tôkyô)
  -  12 avril 2013 (avant-première au Max Linder Panorama)
  -  28 avril 2013 (Nolife)

### Message d'Outre-Espace
- Résumé : 1981. Marguerite, une brillante scientifique, est brutalement débarquée de son projet de recherche. Son nouveau directeur, le fourbe André Capelle, compte se servir de son prototype d’antenne pour contacter une intelligence machiavélique issue d’un autre monde.
- Durée : 29:20
- Dates de diffusion :
  -  5 décembre 2021 (avant-première au Max Linder Panorama lors du Paris International Fantastic Film Festival)
  -  14 juillet 2022 (disponible dans le coffret Blu-Ray de l'intégrale de France Five en blu-ray
- Notes : Pour l'épisode, Alex Pilot s'est rapproché de Jean Felzine, leader du groupe Mustang, afin de composer une chanson originale pour le court-métrage. Des personnalités connues d'internet et ayant travaillé sur Nolife font un caméo dans le film, comme Davy Mourier, François Descraques ou Slimane Baptiste-Berhoun[8].

## Épisodes bonus présents dans le livre-disque et l'intégrale Blu-ray

### Épisode bonus:Le monde de Cancrelax
- Résumé : Tout seul à bord de la base Lexos entre deux plans d attaques sur la Tour Eiffel, le petit Cancrelax s’ennuie. Il va chercher à se rendre utile auprès de Warduke, Zakaral puis Extasy mais sera à chaque fois rejeté jusqu’à ce que Glou Man Chou ...
- Durée : 4:04
- Dates de diffusion :
  -  4 juillet 2019 (disponible dans le livre-disque de l'épisode 3 ½)
  -  15 janvier 2020 (Youtube)
  -  14 juillet 2022 (disponible dans le coffret de l'intégrale de la série en Blu-ray)

### Épisode bonus:Double saut carpé à rétropulsion
- Résumé :  En l'absence de Red Fromage, ses 4 compagnons s'entraînent d'arrache-pied pour développer de nouvelles techniques de combat et d'acrobaties en équipe.
- Durée : 3:12
- Dates de diffusion :
  -  4 juillet 2019 (disponible dans le livre-disque de l'épisode 3 ½)
  -  14 juillet 2022 (disponible dans le coffret de l'intégrale de la série en Blu-ray)

### Épisode bonus:Prince héritier de l'empire Lexos
- Résumé :  Cet épisode raconte la funeste journée où Zakaral décida d'occire par décapitation ses dix-huit frères.
- Durée : 3:09
- Dates de diffusion :
  -  4 juillet 2019 (disponible dans le livre-disque de l'épisode 3 ½)
  -  14 juillet 2022 (disponible dans le coffret de l'intégrale de la série en Blu-ray)

### Épisode bonus:Lady Cry
- Résumé :  Warduke raconte l'histoire d'une puissante guerrière à sa fille Lady Warcry afin que celle-ci puisse trouver le sommeil.
- Durée : 3:59
- Dates de diffusion :
  -  4 juillet 2019 (disponible dans le livre-disque de l'épisode 3 ½)
  -  14 juillet 2022 (disponible dans le coffret de l'intégrale de la série en Blu-ray)

### Épisode bonus:Code Margarine
- Résumé :  Margarine exprime au professeur Burgonde ses complaintes sur son système d'exploiration actuel
- Durée : 5:25
- Dates de diffusion :
  -  4 juillet 2019 (disponible dans le livre-disque de l'épisode 3 ½)
  -  14 juillet 2022 (disponible dans le coffret de l'intégrale de la série en Blu-ray)

## Distribution
Les héros

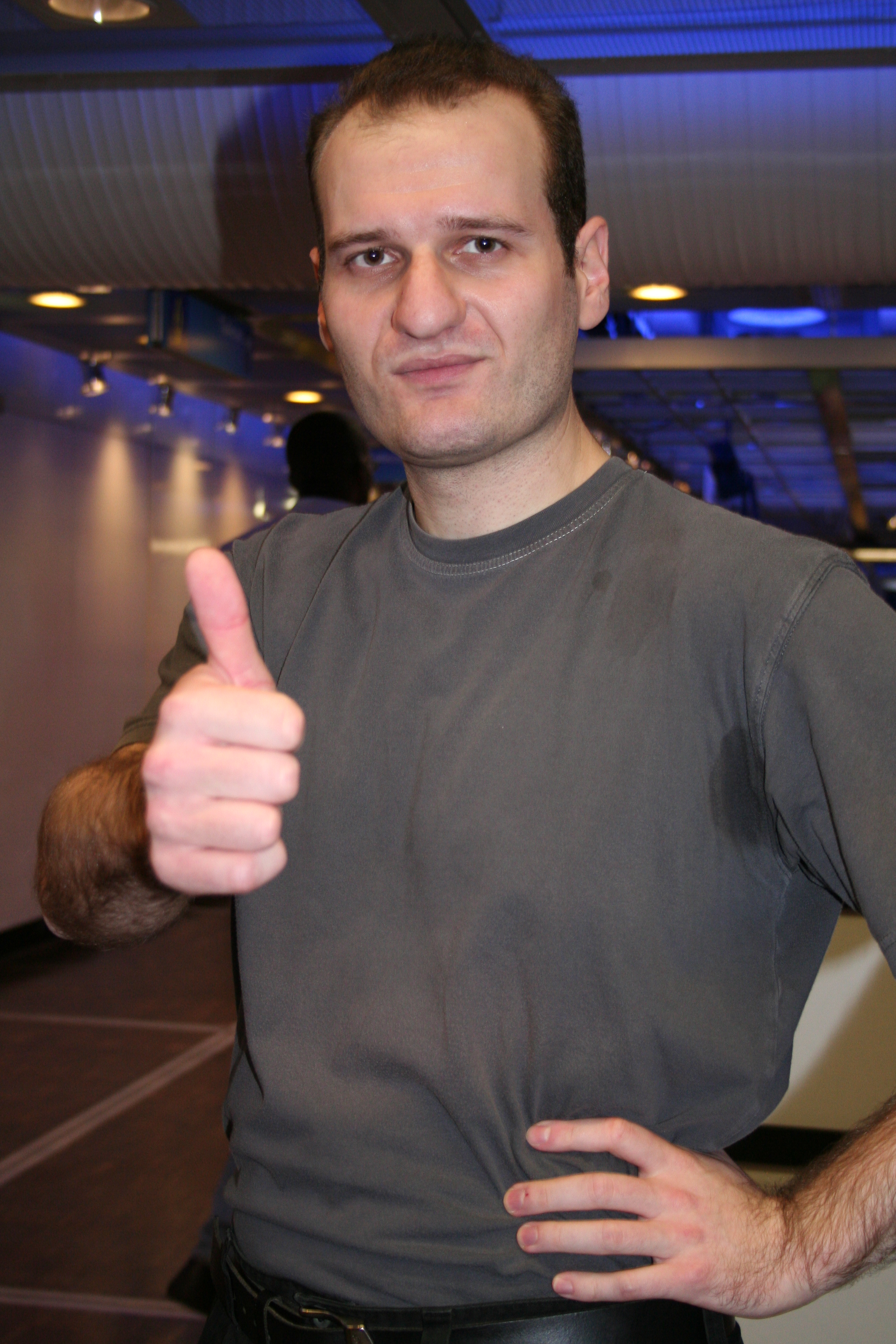
Grégory Goldberg en novembre 2006 durant G.A.M.E. à Paris III.

- Sébastien Ruchet : Antoine Deschaumes / Red Fromage
- Grégory Goldberg : Thierry Durand / Black Beaujolais
- Daniel Andreyev : Albert Dumas / Blue Accordéon
- Thomas Blumberg : Jean Pétri / Yellow Baguette
- Wendy Roeltgen / Nolwenn Daste : Catherine Fontaine / Pink à la Mode

Soutien
- Tibor Clerdouet : Professeur Aristide Burgonde
- Émilie Thore / Clémence Perrot : Margarine
- Grégoire Hellot : Aramis Léclair / Silver Mousquetaire

l'empire Lexos
- David Guélou : Glou Man Chou
- Nadège Bessaguet / Aurélie Maurice : Extasy / Sophie Burgonde
- Jean-Marc Imbert : Warduke (épisodes 1-5)
- Olivier Fallaix : Cancrelax
- Jun-Ichi Takeda : Hypnostreum (épisode 1), Discostreum (épisode 2), Toxicostreum (épisode 3), Snipostreum (épisode 3 ½), Pyrostreum (épisode 4)
- Patrick Giordano : Zakaral (épisodes 4-5-6)
- Michel Toustou : Gorlock (épisodes 5-6)
- Ruddy Pomarède : Succulard (épisodes 5-6)
- Romanesque Ishitobi : Agony (épisodes 5-6)
- Léna : Lady Warcry (épisodes 5-6)

## Autour de la série
- Ce projet amateur a rencontré un succès non négligeable au Japon[9]. Un fan-club existe, un dōjinshi a été produit et plusieurs émissions de télévision ont relayé l'existence de la série ; France Five a également gagné le premier prix de l'émission Digital Stadium de la NHK qui mettait en concurrence plusieurs productions amateur. Tous les épisodes de la série ont été distribués en version sous-titrée en japonais en plus de la version française originale. Dans l'anime Happy Lesson, l'héroïne possède un poster de France Five[10].
- Le titre de la série, Jushi Sentai France Five (France Five, l'escadron des mousquetaires) a été changé en Shin Kenjushi France Five (France Five, les nouveaux combattants courageux) quand l'équipe a appris que le mot Sentai était probablement la propriété de la société Toei[11].
- Le duo japonais Les Romanesques a accepté de composer et d’interpréter la chanson Théorème d'amour pour le quatrième épisode. Créé spécialement pour illustrer la scène finale, ce morceau est aussi intégré à leur spectacle live.

### Éléments empruntés aux sentai
- En ce qui concerne les génériques, celui des deux premiers épisodes reprend celui de Bioman pour celui du début tandis que le générique de fin reprend le générique de fin de Jetman, mais avec des références à la culture française dans les paroles, interprété par GoToon[12],[13] (Olivier Fallaix). Le générique du troisième épisode utilise des paroles différant légèrement de celui du premier et du deuxième épisode, ainsi qu'une mélodie différente, composée pour l'occasion. Lorsque la série change de titre, elle bénéficie à partir du quatrième épisode, d'un générique original en japonais composé et interprété par Akira Kushida, interprète des génériques de tokusatsu comme Jiban ou X-Or, ou encore du générique original de l'anime Muscleman.
- La combinaison de couleur pour les cinq premiers rangers est une des plus courantes dans les sentai : la majorité des séries utilisent les couleurs rouge, bleu, jaune, rose (rose étant toujours une fille et jaune l'est souvent, et presque toujours dans les adaptations Power Rangers), la cinquième couleur étant soit noir, soit vert. La couleur du sixième ranger est beaucoup plus variable, toutefois la combinaison exacte de France Five, Silver Mousquetaire compris, est exactement la même que Megaranger (1997), repris par Power Rangers : Dans l'espace.
- Dans France Five, les héros appellent collectivement deux véhicules qui forment le robot géant de combat. Cette méthode est un hommage aux sentai traditionnels, y compris Bioman, alors que quand France Five est créé, la norme est aux engins individuels pour chaque ranger qui se combinent pour former un robot multicolore.
- L'épisode final utilise le concept de super-armure pour toute l'équipe, qui n'apparaît que dans les sentai récents.

### Liens vers les vidéos
Épisodes de France Five
- Épisode 1
- Épisode 2
- Épisode 3
- Épisode 4
- Épisode 5
- Épisode 6
- Playlist youtube des épisodes (avec sous titre français, anglais et japonais disponible)

Making-of
- Épisode 1
- Épisode 2
- Épisode 3
- Épisode 4
- Épisodes 5 & 6 (plus de 30 parties)

Trailers de l'épisode 5
- Bande annonce 2006 (1) 00:37
- Bande annonce 2006 (2) remontée par Alex Pilot en 2012 2:09
- Teaser de l'épisode 5 censé apparaître après l'épisode 4 (Nolife - Format court 36 - Mars 2012 à 3:35)

Alex Pilot : Pour être un peu plus précis, la place de ce teaser est normalement à la fin de l'épisode 4. Dans les sentais au Japon, tout comme dans les anime, chaque épisode termine par un petit teaser en post-générique. Mais comme on n'avait aucune images du 5 dispo à la sortie du 4, il aura fallu attendre huit ans pour avoir ce teaser. En fait, avec ça, c'est l'épisode 4 qui est enfin terminé.
Émissions où l'on parle de France Five
- Bande annonce lors de la diffusion de la série sur Game One en 2004
- Interview de Sébastien Ruchet sur "La City Radio" (France Bleu Ile-de-France) - Avril 2004
- Reportage diffusé dans la Game Zone sur Game One sur le Fanzine / Doujinshi "France Five Chôdaizenshû !!" (Le recueil ultime sur France Five)
- Cartoonist Toulon 2001 France Five - Gavan (X-Or), Sharivan et Spectreman affrontent les méchants de France Five
- Séquence Midnight + avec Noël Godin sur Canal + - 2001 - Special France Five

Émissions japonaises où l'on parle de France Five
- TBS Vision - Live!Love!Eve!LaVita! (2003-02)
- NHK - Digital Stadium (2005-05-28)
- NHK - Digital Stadium (2005-07-23)
- NHK - Ohayo Nippon (2006-07-06)
- TBS - AiChiteru (2006-07)

Bonus
- France Five Star Wars Kid (Un américain cosplayé en Red Fromage)